# 中山嘉兵衛
中山 嘉兵衛（なかやま かひょうえ、1877年〈明治10年〉2月4日 - 1923年〈大正12年〉9月27日）は、明治から大正時代の政治家。貴族院多額納税者議員。旧名・嘉太郎。

## 経歴
鹿児島県囎唹郡岩川村（現・曽於市）で、豪商・先代中山嘉兵衛の長男として生まれる。1905年（明治38年）1月、家督を相続し嘉兵衛を襲名した。1912年（大正元年）9月、囎唹郡会議員となった。囎唹郡米穀商同業組合長、鹿児島県酒造組合連合会長、岩川村会議員、所得税調査委員などを歴任した。米の生産や品質向上、消防などに尽力した。また、志布志線敷設問題では鉄道院総裁の床次竹二郎を岩川に招くなどした。
1918年（大正7年）鹿児島県多額納税者として貴族院議員に互選され、同年9月29日から1922年（大正11年）9月4日まで在任した。在任中は交友倶楽部に所属した。